# 科布扎爾齊
47°8′47″N 32°46′25″E / 47.14639°N 32.77361°E
科布扎爾齊（烏克蘭語：Кобзарці），是烏克蘭南部的村莊，隸屬尼古拉耶夫州的巴什坦卡區。該村始建於1924年，面積1.04平方公里，海拔高度62米，2001年人口1,081，人口密度每平方公里1,039.4人。